# Apertura Clemenz
|       |       |       |       |       |       |       |       |       |  |
|       | a8 rd | b8 nd | c8 bd | d8 qd | e8 kd | f8 bd | g8 nd | h8 rd |  |
| a7 pd | b7 pd | c7 pd | d7 pd | e7 pd | f7 pd | g7 pd | h7 pd |       |  |
| a6    | b6    | c6    | d6    | e6    | f6    | g6    | h6    |       |  |
| a5    | b5    | c5    | d5    | e5    | f5    | g5    | h5    |       |  |
| a4    | b4    | c4    | d4    | e4    | f4    | g4    | h4    |       |  |
| a3    | b3    | c3    | d3    | e3    | f3    | g3    | h3 pl |       |  |
| a2 pl | b2 pl | c2 pl | d2 pl | e2 pl | f2 pl | g2 pl | h2    |       |  |
| a1 rl | b1 nl | c1 bl | d1 ql | e1 kl | f1 bl | g1 nl | h1 rl |       |  |
|       |       |       |       |       |       |       |       |       |  |

La  apertura Clemenz (ECO A00) es una extravagancia cuyo objetivo es hacer que el bando opuesto defina su estilo de juego y que puede trasponer a muchas aperturas más conocidas, como la Apertura Reti, la Apertura Catalana, e incluso a un sistema anti-Marshall de la Apertura Española. Pueden ver dichas líneas sin salir de Wikipedia.
Línea principal
1.h3
1.h3 e5 2. Cf3 (también son posibles: 2.g3, 2.Cc3, 2.c4, 2.e4 y 2.d4) El resto de jugadas posibles no se corresponden con un ajedrez lógico.